# (17601) Sheldonschafer
(17601) Sheldonschafer est un astéroïde de la ceinture principale, de la famille de Hungaria.

## Description
(17601) Sheldonschafer est un astéroïde de la ceinture principale, de la famille de Hungaria. Il présente une orbite caractérisée par un demi-grand axe de 1,82 UA, une excentricité de 0,06 et une inclinaison de 24,2° par rapport à l'écliptique.

## Compléments